# كلاوس سنجر
كلاوس سنجر (بالألمانية: Klaus Senger)‏ هو لاعب كرة قدم ألماني في مركز الدفاع، ولد في 19 أكتوبر 1945 في Biederitz ‏ في ألمانيا. لعب مع روت فايس إيسن وشالكه 04 وفورتونا دوسلدورف.

## وصلات خارجية
- كلاوس سنجر على موقع قاعدة بيانات كرة القدم.إي يو (الإنجليزية)
- كلاوس سنجر على موقع بيانات كرة القدم. دي إي (الألمانية)
- كلاوس سنجر على موقع عالم كرة القدم.نت (الإنجليزية)